# Sybistroma acutatus
Sybistroma acutatus är en tvåvingeart som först beskrevs av Yang 1996.  Sybistroma acutatus ingår i släktet Sybistroma och familjen styltflugor.
Artens utbredningsområde är Sichuan (Kina). Inga underarter finns listade i Catalogue of Life.